# Sikh
Pour les articles homonymes, voir Sikh (homonymie).
Un sikh est un pratiquant de la religion sikhe, le sikhisme. Étymologiquement, sikh vient du sanskrit sisya qui signifie « apprenti » ou « disciple ». En pāli, le mot sekha désigne un « élève ». Le mot est devenu sikh en penjabi.

## Définition

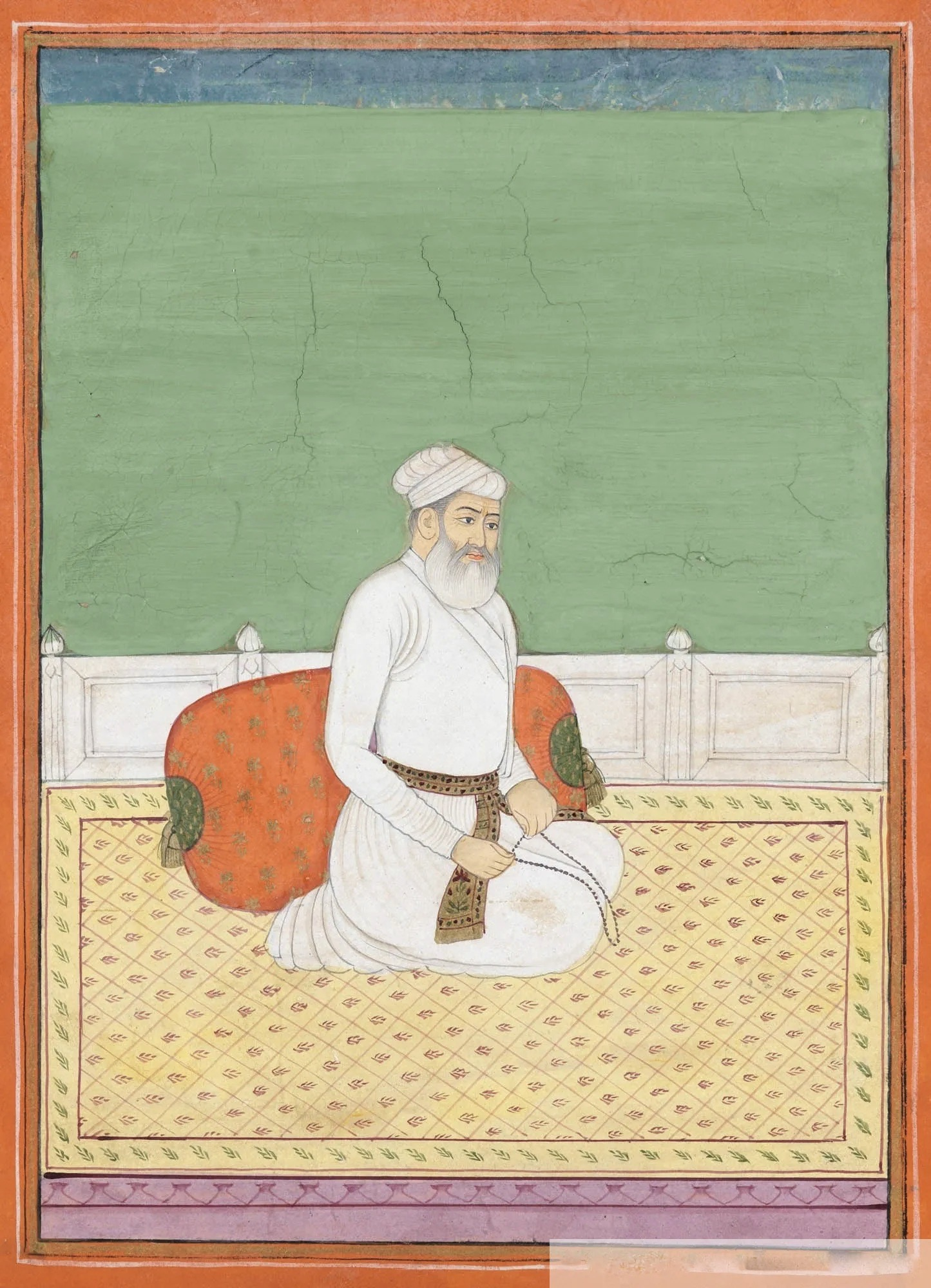
Peinture du XVIIIe siècle de Guru Amar Das, troisième gourou des Sikhs

Sikh est utilisé pour parler des disciples de Guru Nanak et des neuf autres gourous fondateurs du sikhisme. La première définition du mot sikh remonte au XVIIe siècle : un sikh est alors un disciple de Guru Nanak qui ne croit ni aux idoles ni aux temples. La loi sur les Gurdwaras de 1925 stipule que « est sikh une personne qui professe la religion sikhe ». Une déclaration succincte fut écrite afin d'être acceptée par tout sikh.
En 1971, une loi votée par le parlement de l'Inde donne une définition stricte d'un sikh : un sikh ne doit pas se couper les cheveux, il doit croire dans les dix Gurus humains et dans le Guru intemporel, le Guru Granth Sahib, et affirmer qu'il suit leurs enseignements.
Les sikhs croient en un Dieu unique, le Créateur, et leur unique objet de dévotion est le Livre saint, le Guru Granth Sahib. Prière, gentillesse et bonnes actions doivent imprégner leur vie. Un écrit de Guru Amar Das dit : le sikh se lève tôt le matin, fait ses ablutions, lit les hymnes sacrés (les gurbanis), réalise ses actes pour Dieu et non pour lui, et il aide les autres autant qu'il peut. Aujourd'hui, suivre la règle des cinq K, et avoir pris l'Amrit Sanskar est primordial pour tout bon sikh.

## Histoire

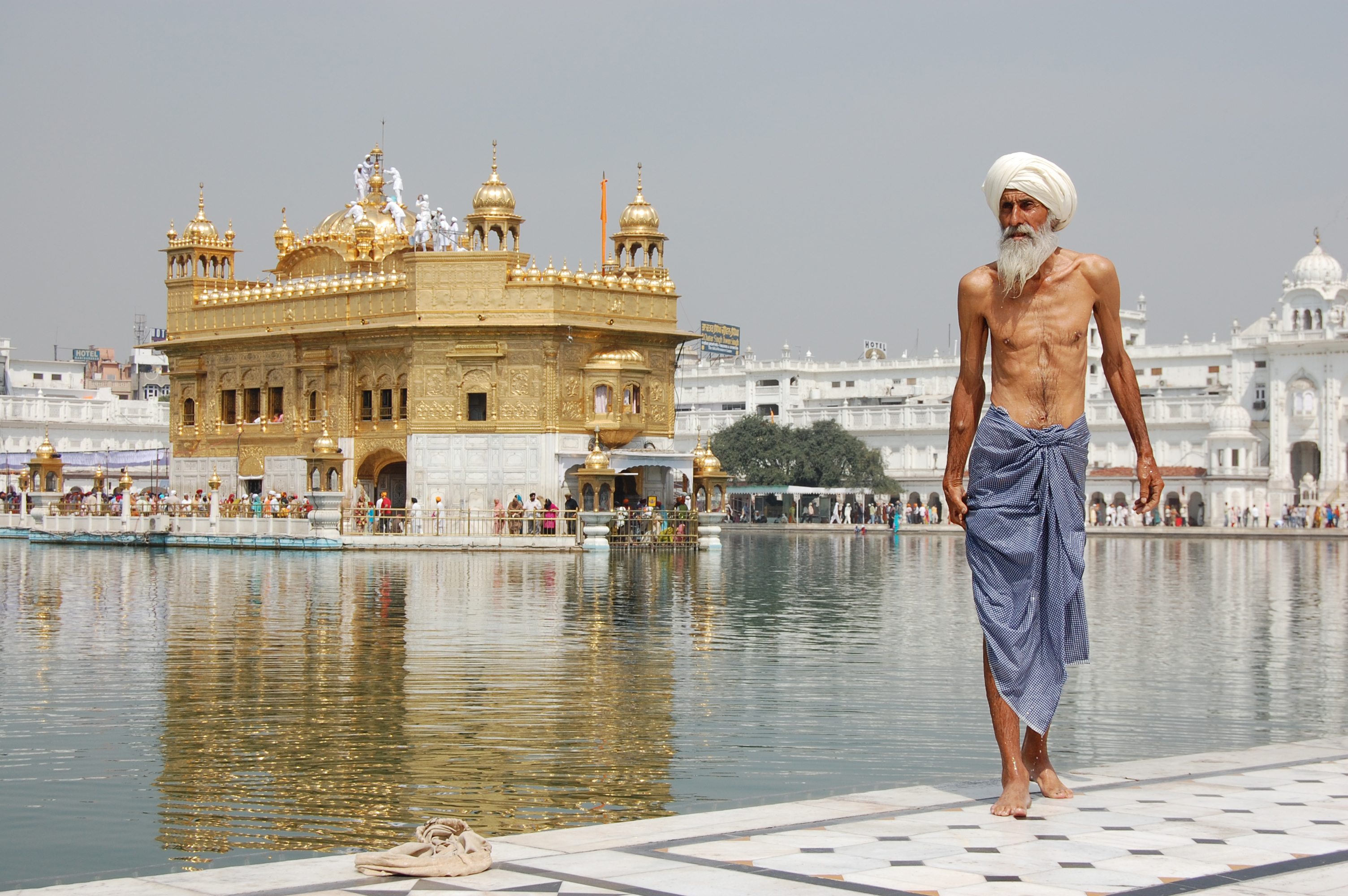
Pèlerin sikh au temple d'Or d'Amritsar.

Guru Nanak (1469-1539), fondateur du sikhisme, est né de Baba Mehta Kalyan Das et Mata Tripta, dans le village de Talwandi, maintenant appelé Nankana Sahib, près de Lahore en Pakistan. Guru Nanak était un chef religieux et un réformateur social. Cependant, on peut dire que l'histoire politique sikhe commence avec la mort du cinquième gourou sikh, Guru Arjan Dev, en 1606. Guru Gobind Singh officialisa les pratiques religieuses le 30 mars 1699. Il initia cinq personnes issues de divers milieux sociaux, connues sous le nom de Panj Piare (les cinq bien-aimés) pour former le Khalsa, ou groupe collectif de sikhs initiés. Durant le règne moghol en Inde (1556-1707), plusieurs gourous sikhs ont été tués par les Moghols pour s'être opposés à la persécution des communautés religieuses minoritaires, y compris des sikhs. Les sikhs se sont par la suite militarisés pour s'opposer au pouvoir moghol.

## Croyances
La Sainte Écriture du sikhisme est le Gourou Granth Sahib. Il contient les écrits de chacun des cinq premiers gourous et du neuvième, ainsi que de bhagats et de bhatras.